# Dino Dini's Soccer
Dino Dini's Soccer est un jeu vidéo de football conçu par Dino Dini, le créateur de la série Kick Off, et édité par Virgin Interactive en 1994 sur Mega Drive et Super Nintendo.
Il s'agit d'une conversion du jeu Goal! (1993).